# Na Górce (Akwizgran)
Na Górce – część wsi Akwizgran w Polsce, położona w województwie świętokrzyskim, w powiecie kieleckim, w gminie Strawczyn.
W latach 1975–1998 Na Górce administracyjnie należały do województwa kieleckiego.